# Lasioglossum amurense
Lasioglossum amurense är en biart som först beskrevs av Joseph Vachal 1902.  Lasioglossum amurense ingår i släktet smalbin, och familjen vägbin. Inga underarter finns listade i Catalogue of Life.